# The Block House
The Block House  es una casa histórica ubicada en Nueva York, Nueva York. La The Block House se encuentra inscrita  en el Registro Nacional de Lugares Históricos desde el 24 de julio de 1972. En este edificio Ulysses S. Grant recibió parte de su instrucción militar.

## Ubicación
The Block House se encuentra dentro del condado de Nueva York en las coordenadas 40°41′20″N 74°00′51″O / 40.688889, -74.014167.